# Camptochaete curvata
Camptochaete curvata là một loài Rêu trong họ Lembophyllaceae. Loài này được Tangney mô tả khoa học đầu tiên năm 1997.